# Дмитрієвка (Благовіщенський район, Башкортостан)
Дми́трієвка (рос. Дмитриевка, башк. Дмитриевка) — присілок у складі Благовіщенського району Башкортостану, Росія. Входить до складу Ніколаєвської сільської ради.
Населення — 343 особи (2010; 309 в 2002).
Національний склад:
- росіяни — 91 %